# 李维渤
李维渤（1924年2月11日—2007年5月3日），北京人，中华人民共和国歌剧演员。

## 生平
毕业于北平燕京大学英语系文学士学位，后赴美国俄亥俄卫斯理大学音乐系专修声乐。之后任教于上海音乐学院，有学生魏松、毛惟钰。1980年，调入中央音乐学院，任声乐歌剧系教研室主任，院学术委员会委员等职。